# 千林商店街

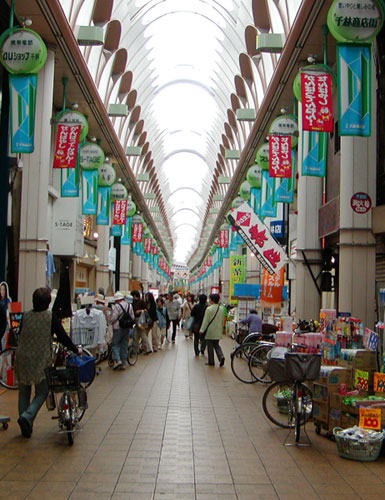
千林商店街の風景（2007年5月撮影）

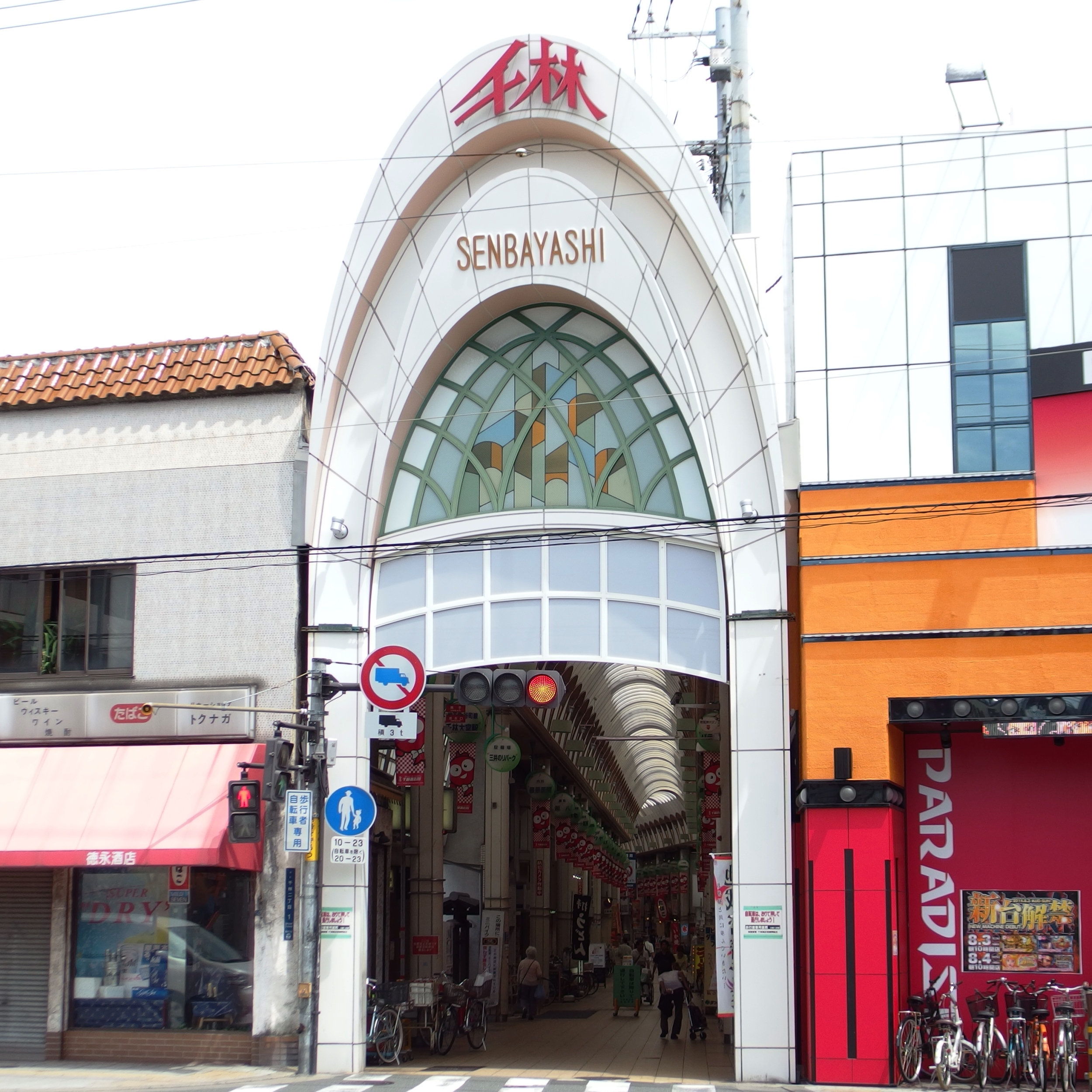
国道1号側の入口 （2014年8月）

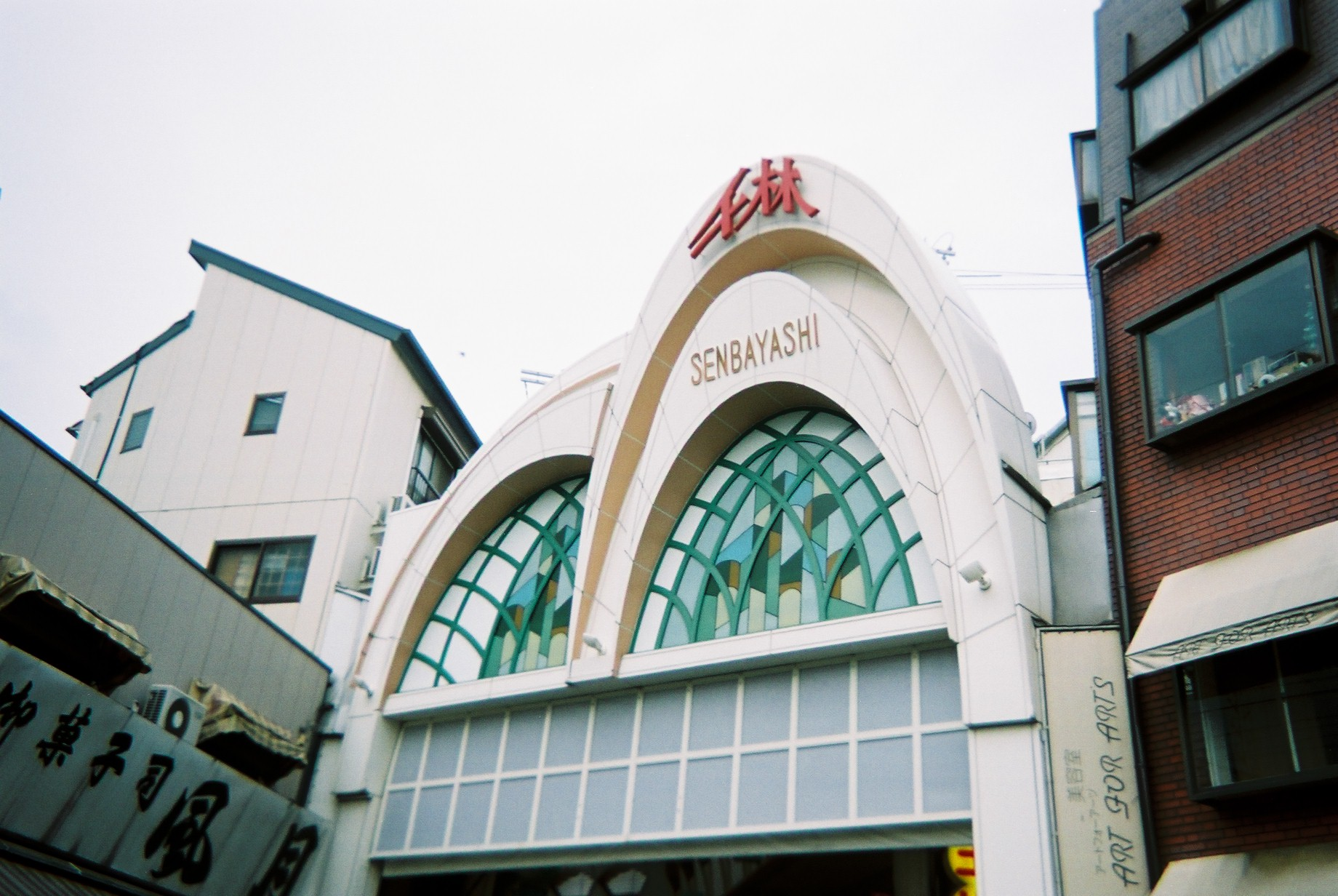
千林駅側の入口 （2008年11月）

千林商店街（せんばやししょうてんがい）は、大阪市旭区にある商店街。Osaka Metro 谷町線千林大宮駅と京阪本線千林駅を結び、大阪府道161号深野南寺方大阪線（通称「野崎街道」）の一部を形成する。天神橋筋商店街や駒川商店街と並び、大阪を代表する商店街の一つ。現在の全覆型アーケードの掛かる商店街は、戦後3代目となるものである。
かつてダイエー1号店の千林駅前店が出店していた「ダイエー1号店の地」としても知られる。

## 概要
大阪でも1、2を争うほどの活気のある商店街である。かつては隣接していたダイエー、ニチイ（両社とも現在のイオン傘下。イオングループの商業施設はこの商店街に現存しない）、長崎屋、イズミヤ、個人商店との価格競争の激しさから「日本一安い商店街」とも称されている。
商店街オリジナルのテーマソング「千林商店街テーマソング」（歌：デューク・エイセス）」、商店街オリジナルキャラクターなどを制作し、知名度アップに努めている。テーマソングの歌詞には「いち・じゅう・ひゃく・せん・せんばやし」とあり、アーケード中に響き渡る大音量でテーマソングが流れていることがある。2008年には当時小学生だった兄弟お笑いコンビ「まえだまえだ」を当商店街の「応援隊長」に任命した。
MBSの番組「ちちんぷいぷい」では、千林商店街のおばちゃんの意見を「日本の標本木」としている。
近年の地域防犯政策により、商店街の街頭の随所に防犯カメラが設置されている。

### 周囲の商店街
千林商店街を中心にしていくつかの商店街が連なっている。このため地元では「本通り」と呼び区別されている。
- 千林商店街→今市商店街
- 千林商店街→千三商店街
- 千林商店街→千林駅前あじな商店街
- 千林商店街→千林大宮商店街→旭通り商店街
- 千林商店街→森小路京かい道商店街→森小路商店街→新森商店街
- 千林商店街→千林栄通商店街

### 商店街内の交通事情
隣接する今市商店街を含め、午前10時から午後11時までは緊急車両を除き歩行者専用道路となる。しかし自転車に乗って通行する人も多く、歩行者と自転車の接触事故も多いため、商店街内では自転車を押すよう注意書きが掲示がされている。
千林商店街・今市商店街の周辺部では、この時間帯以外はほぼ自動車の乗り入れと通行が不可能となる。周辺の千林町内はこの交通規制のため分断され、また一方通行等の設定により、自動車で商店街の北側から南側へ移動するためには10分以上迂回走行しなければならないエリアがある。逆に南側から北側へは町内を通行できず、2キロメートル以上も迂回走行するか、隣市の守口市を経由しないと移動できない。
一見すると東西に広がる平坦な商店街に見えるが、途中には京阪電車の旧線跡や京街道を横断しており、また近世までの幾多の淀川流路の変遷に伴う堤防痕などのため、微妙な傾斜がある。

## 歴史
明治末の京阪電気鉄道（京阪本線）の開通に伴う森小路駅の開業により商店街として成立。当時は千林公設市場を中心に、衣類や布を扱う店、生鮮食料品店、乾物屋、荒物屋、布団屋、演芸場などが軒を連ねていた。
大正期より、時期は異なるが住友銀行と三和銀行の支店（後者は創業時の名称の森小路店として営業）が開業した。昭和初期の京阪本線の経路変更後も商店街は同位置で営業を続け、長年に渡り千林のランドマークとしての役割を果たしている。また戦前には髙島屋の「十銭ストア」（現在の100円ショップの起源の一つとされる均一販売店の形態）も同商店街に存在していた。
終戦後には、従来の商店街付近に併設する形で闇市が発生したが、数年で従来の姿に復興した。またこの頃に新天地を求め、他所で商売をしていた商人らが移住し、新たに商店を開業した経緯もある。
商店街に連なる店舗は、道に面した側が長屋形式で建てられているのが特徴である。地域的に大阪大空襲の被害を免れたため、昭和戦前の木造長屋の商店建築が残り、それを現代風に改築した店舗が並んでいる。商店街から路地に入る所には、その遺構あるいは戦前構造の造りを見出すことができるが、老朽化ならびに所有者移転に伴う建て替えで戦前型は急速に減少している。いずれ淘汰されていくものではあるが、学術的な調査が待たれる。

## ダイエー1号店の地
日本で最初のスーパーマーケットと言われるダイエー（発祥は兵庫県）は、1957年に「主婦の店・ダイエー薬局」として商店街の東端、京阪電車の千林駅前で開店した。これがのちのダイエー千林駅前店（店番号0011）である。今日でいうドラッグストア業態を採っており、特に2軒隣りに開店した「ヒグチ薬局千林店」との安売り合戦はすさまじく、社長・中内㓛が泊り込みで直々に陣頭指揮を執っていた。1974年に閉店し、現在はオーエスドラッグの店舗となっている。現在も半径300m四方に幾軒もの薬局が連なり、往時の勢いを今に伝えている。
その後、1961年にはダイエー千林店が開店（店番号0015）。第1号店の千林駅前店とは別に、映画館「千林松竹」の建物を譲り受けて開店した。千林駅前店の開店当時はダイエーがこの映画館を借り切って、客を映画に招待したこともあった。ダイエー千林店は千林商店街ではなく、隣接する千三商店（アーケードは今市商店街を介して千林商店街と繋がっている）に面していた。
ダイエー千林店は、1984年にディスカウントストア業態のトポス千林店へ転換したが、建物の老朽化と営業不振のため、中内の逝去直後の2005年10月31日に閉店した。2009年に建物が解体撤去され、跡地には2010年1月に延田グループのパチンコ店「123千林店」がグランドオープンした。

## 交通アクセス
- 千林駅（京阪電鉄京阪本線）
- 千林大宮駅（Osaka Metro谷町線）
- 大阪シティバス「千林」停留所下車。
  - 今里駅 (Osaka Metro)から35号系統で約30分。

## 千林商店街が登場する作品
- 野坂昭如の小説『エロ事師たち』の舞台の一つとなった。